# 那些我们没谈过的事
《那些我们没谈过的事》（法語：Toutes ces choses qu'on ne s'est pas dites）是马克·李维的第八部小说，于2008年5月15日由罗贝尔·拉丰出版社出版。

## 情节
朱莉亚和亚当即将结婚，但她的父亲突然去世了。于是，朱莉娅决定取消婚礼，为那位她二十年未见的父亲举行葬礼。她的父亲是一位成功的商人，却是个“不称职”的父亲。
然而，葬礼结束后，朱莉亚在她的公寓里收到了一份来自父亲的惊喜。这份礼物改变了她的生活，不仅将她带回了那早已被遗忘的过去，还让她终于有机会与父亲说出那些彼此未曾说过的话。

## 改编
这部小说在2022年被改编为迷你剧，由米格尔·库尔图瓦执导，马克·李维担任節目統籌。